# Dasypolia sordida
Dasypolia sordida là một loài bướm đêm trong họ Noctuidae.